# Tricyrtis perfoliata
Tricyrtis perfoliata är en liljeväxtart som beskrevs av Genkei Masamune. Tricyrtis perfoliata ingår i släktet skuggliljor, och familjen liljeväxter. Inga underarter finns listade.